# رول لوینبورگ
رول لوینبورگ (انگلیسی: Roel Luynenburg؛ زادهٔ ۲۳ مهٔ ۱۹۴۵) ورزشکار روئینگ اهل پادشاهی هلند است.
وی در مسابقات کشوری و بین‌المللی در مجموع برندهٔ ۲ مدال برنز شده‌است.